# Grijze spreeuw
De grijze spreeuw (Spodiopsar cineraceus, ook Sturnus cineraceus) is een vogelsoort uit de familie Sturnidae.

## Verspreiding en leefgebied
Deze soort komt voor in het oosten van Azië.